# Estació d'Hospital Sant Joan Despí - TV3
|  | El títol d'aquest article és incorrecte a causa de limitacions tècniques. El títol correcte de l'article és Estació d'Hospital Sant Joan Despí \| TV3. |

Hospital Sant Joan Despí | TV3 és una estació de la línia T3 de la xarxa del Trambaix, abans anomenada Sant Martí de l'Erm (fins al 10 de gener de 2010), com la de Llevant | les Planes.
L'estació està situada sobre l'avinguda del Baix Llobregat, a l'alçada de l'avinguda de Barcelona, a Sant Joan Despí i es va inaugurar el 29 de maig de 2004 amb la prolongació del Trambaix des de Montesa.
| Trambaix               |               |       |                     |                             |
| Procedència/Destinació | <             | Línia | >                   | Procedència/Destinació      |
| Francesc Macià         | Montesa       |       | Rambla de Sant Just | Sant Feliu-Consell Comarcal |
| Metro de Barcelona     |               |       |                     |                             |
| Projectat              |               |       |                     |                             |
| Sant Feliu             | Av. Barcelona |       | Sant Just Centre    | Trinitat Vella              |